# Лукьянов, Иван Алексеевич
Иван Алексеевич Лукьянов — советский государственный и хозяйственный деятель.

## Биография
Родился 10 октября 1905 года[по какому календарю?] недалеко от Брянска в семье рабочих. В детстве потерял мать, в возрасте 13 лет остался без отца. В 1926 году вступил в ВКП(б).
Окончил сначала фабрично-заводское училище, потом машиностроительный институт. Трудовую деятельность начал с подручного клепальщика. С 1935 года — на хозяйственной, общественной и политической работе: уже в 30-е годы возглавил сначала технический отдел, с 1935 года — главный инженер завода.
В 1937 году объявлен немецким шпионом, завербованным во время командировки в Германии. Суд над Лукьяновым состоялся лишь спустя два с половиной года, при этом обвинён был только в «в неплановом создании технической библиотеки». Освобождён, впоследствии реабилитирован. За время пребывания Лукьянова в следственном изоляторе с ним развелась жена, забрав с собой дочерей. В дальнейшем он повторно женился и завёл детей.
Участник Великой Отечественной войны. В октябре 1941 года в боях под Ржевом был тяжело ранен. Начав войну в должности политрука роты, закончил её командиром батальона.
- 1947—1950 — директор Энгельсского вагоностроительного завода (Саратовская область).
- с 23 декабря 1950 по 1 июня 1957[3] — директор Калининского вагоностроительного завода. В качестве директора завода наладил выпуск не только товарных, но и пассажирских вагонов. Значительно улучшил условия труда на предприятии, расширил его производственную сферу[2].
- 1957 — 25.12.1962 — Председатель Совнархоза Калининского экономического административного района.
- 12.1962 — 1965 — заместитель Председателя Совнархоза Московского областного экономического района.
- 1965 — начальник Управления материально-технического снабжения Московского экономического района.

Избирался депутатом Верховного Совета РСФСР 5-го созыва.
Умер 22 октября 1970 года. Похоронен на Новодевичьем кладбище (7 уч.).